# Feihyla
Feihyla is een geslacht van kikkers uit de familie schuimnestboomkikkers (Rhacophoridae). De groep werd voor het eerst wetenschappelijk beschreven door Darrel Richmond Frost, Taran Grant, Julián Faivovich, Raoul Harley Bain, Alexander Haas, Célio Fernando Baptista Haddad, Rafael Omar de Sá, Alan Channing, Mark Wilkinson, Stephen Charles Donnellan, Christopher John Raxworthy, Jonathan Atwood Campbell, Boris L. Blotto, Paul Edmunds Moler, Robert Clifton Drewes, Ronald Archie Nussbaum, John Douglas Lynch, David M. Green en Ward C. Wheeler in 2006.
Lange tijd was het geslacht monotypisch en werd slechts vertegenwoordigd door de soort Feihyla palpebralis. Er zijn vijf soorten, alle soorten komen voor in delen van Azië en leven in de landen Cambodja tot China. Mogelijk komen de kikkers ook voor in de buurlanden Laos en Vietnam.

## Taxonomie
Geslacht Feihyla
- Soort Feihyla fuhua
- Soort Feihyla hansenae
- Soort Feihyla kajau
- Soort Feihyla palpebralis
- Soort Feihyla vittata

Beddomixalus · 
Chiromantis · 
Feihyla · 
Ghatixalus · 
Gracixalus · 
Kurixalus · 
Liuixalus · 
Mercurana · 
Nasutixalus · 
Nyctixalus · 
Philautus · 
Polypedates · 
Pseudophilautus · 
Raorchestes · 
Rhacophorus · 
Taruga · 
Theloderma